# مارالیک
مارالیک (به ارمنی: Մարալիկ) یک شهر در ارمنستان است که در استان شیراک واقع شده‌است.  در  کیلومتری شمال گیومری، مرکز استان شیراک واقع شده است.

## جغرافیا و آب و هوا
مارالیک ۴ کیلومترمربع مساحت و ۵٬۳۹۸ نفر جمعیت دارد و ۱٬۷۲۰ متر بالاتر از سطح دریا واقع شده‌است.  در  کیلومتری شمال گیومری، مرکز استان شیراک واقع شده است.

## جمعیت‌شناسی
| سال   | ۱۸۲۸ | ۱۸۳۱ | ۱۸۹۷  | ۱۹۲۶  | ۱۹۳۹  | ۱۹۵۹  | ۱۹۸۰  | ۲۰۰۱  | ۲۰۱۱  | ۲۰۱۶  |
| جمعیت | ۳۷۱  | ۹۷۱  | ۱٬۳۰۲ | ۱٬۶۴۶ | ۱٬۸۸۲ | ۲٬۱۷۷ | ۴٬۴۴۳ | ۵٬۷۸۲ | ۵٬۳۹۸ | ۵٬۵۰۰ |

## نگارخانه
شهر مارالیک یک کلیسا مربوط به سال ۱۹۰۳ دارد و چلیپاسنگ‌های فراوانی از سدهٔ ۱۱ و ۱۲ میلادی در آن وجود دارند.

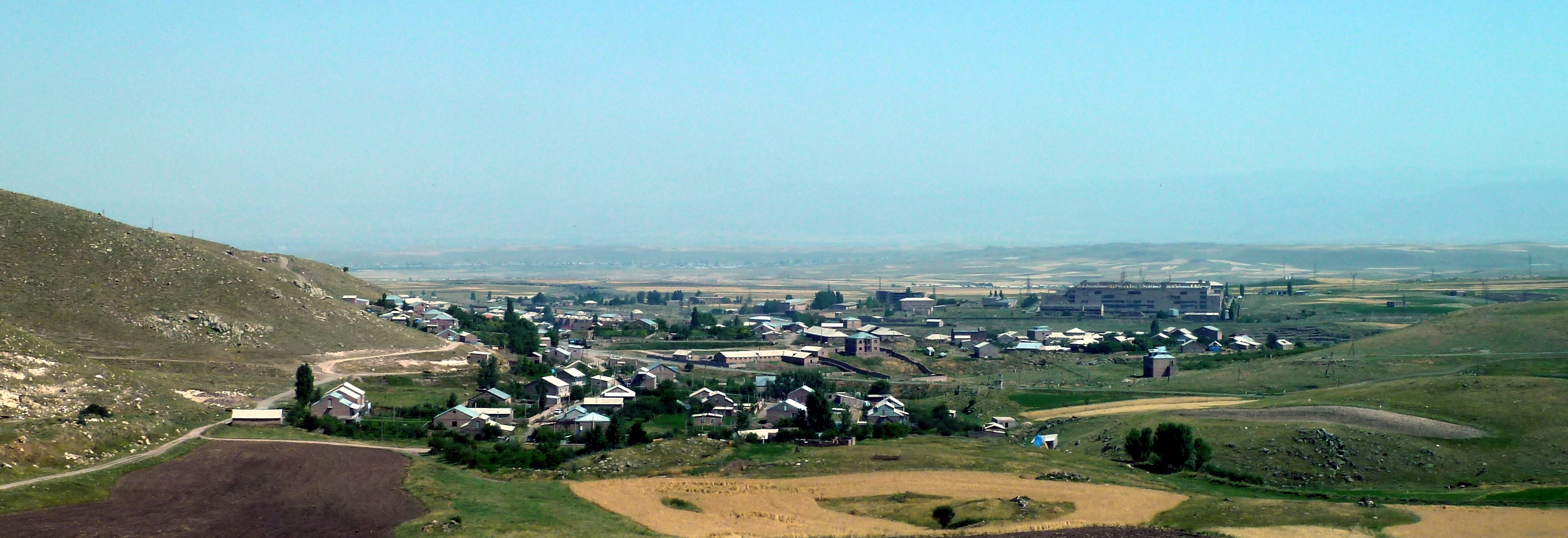
مارالیک در پشت دزوراکاپ
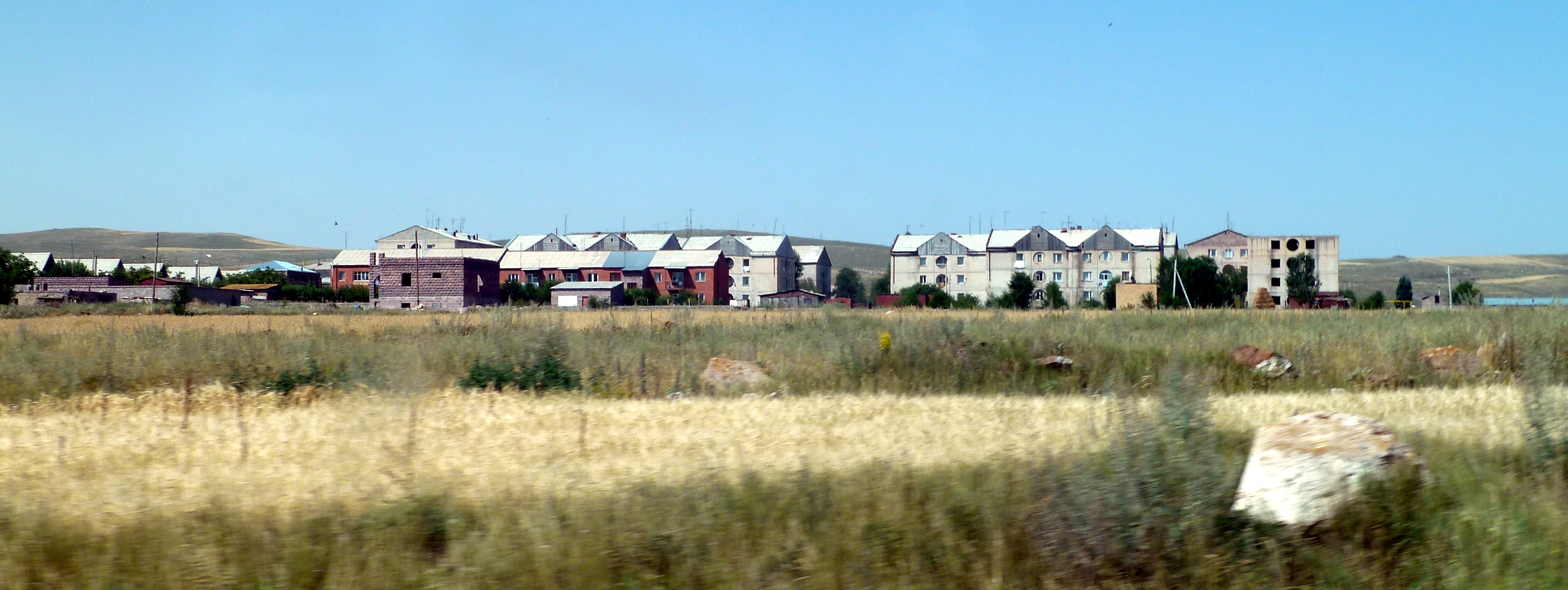
مارالیک از بزرگراه
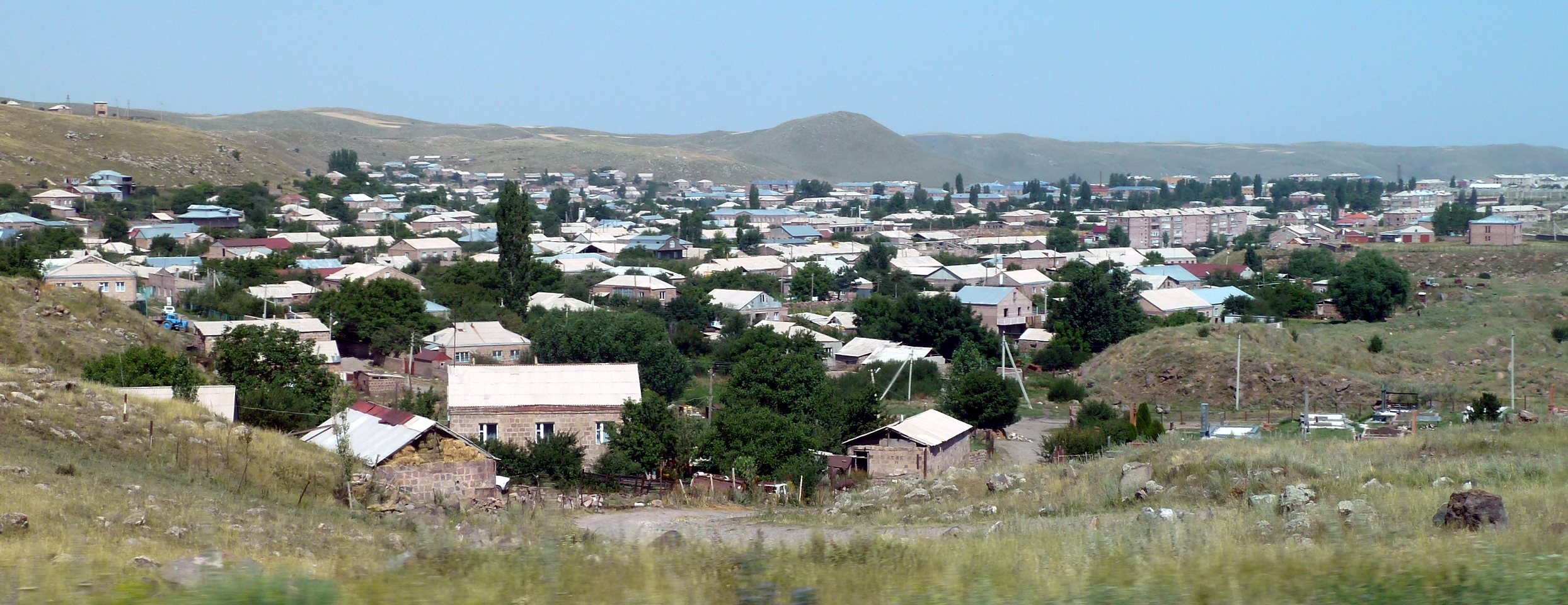
مارالیک